# 10 Carat
『10 Carat』（テンカラット）は、椎名へきるの10枚目のオリジナルアルバム。

## 解説
- 約1年ぶり通算10年ぶり椎名本人の誕生日にリリース、タイトル及び曲数に「10」にこだわった為、このようなタイトルとなった。

- 前作は木根と葛城哲哉の2人による共同プロデュースだが、今作から木根単独プロデュースとなる。

- 24thシングル「MOTTOスイーツ」、25thシングル「LOVE TOMORROW」、26thシングル「believe」と新曲7曲を収録。

- 前作から参加の木根、田中花乃、三井ゆきこ、木村建、湯浅公一に加え、今作から参加の作詞家の森雪之丞、井上秋緒、作曲家の守尾崇、6thアルバム『Face to Face』以来の参加となる西脇辰弥、DAITAが参加。また椎名自身も3曲作詞で参加している。

## 収録内容
| #         | タイトル                      | 作詞       | 作曲      | 編曲               | 時間  |
| --------- | ----------------------------- | ---------- | --------- | ------------------ | ----- |
| 1.        | 「Reset」                     | 森雪之丞   | DAITA     | 守尾崇・DAITA      | 4:24  |
| 2.        | 「MOTTOスイーツ」             | 井上秋緒   | 木根尚登  | 湯浅公一           | 4:25  |
| 3.        | 「SNOW fall」                 | 椎名へきる | 木村建    | 木村建             | 4:31  |
| 4.        | 「ROCK STAR」                 | 椎名へきる | 守尾崇    | 守尾崇             | 4:51  |
| 5.        | 「Anniversary」               | 三井ゆきこ | 大野宏明  | 大野宏明           | 4:47  |
| 6.        | 「LOVE TOMORROW」             | 三井ゆきこ | 木根尚登  | 湯浅公一           | 5:08  |
| 7.        | 「feel for you, beat for me」 | 田中花乃   | 木根尚登  | 松尾和博・川村ケン | 4:29  |
| 8.        | 「pure〜いつか、きっと〜」    | 田中花乃   | 木根尚登  | 西脇辰弥           | 4:22  |
| 9.        | 「Red」                       | 井上秋緒   | 木根尚登  | 川村ケン・松尾和博 | 5:21  |
| 10.       | 「believe」                   | 椎名へきる | 木根尚登  | 松尾和博・川村ケン | 4:57  |
| 合計時間: | 合計時間:                     | 合計時間:  | 合計時間: | 合計時間:          | 47:15 |

DVD（<初回生産限定盤>のみ）
1. Hekiru Shiina Tour '02-'03 ～believe～ DIGEST VERSION